# Eduard Frederich
Eduard Frederich (* 2. März 1811 in Hannover; † 5. Februar 1864 ebenda) war ein deutscher Arzt, Historienmaler und Zeitungsverleger.

## Werdegang
Frederich wurde als Sohn des Weinhändlers Frederich in Hannover geboren, von wo er nach dem Schulbesuch Ostern 1830 an die Georg-August-Universität Göttingen ging und ein Medizinstudium begann, das er mit der Promotion zum Dr. med. abschloss. Er war Mitglied des Corps Hannovera. Anschließend studierte er von 1836 bis 1843 an der Kunstakademie Düsseldorf, gemeinsam mit dem Maler August Siegert. In diesen Jahren war er Schüler der Landschafterklasse von Johann Wilhelm Schirmer. Frederich begann als Landschafts- und Genremaler und wandte sich dann der Historienmalerei zu. Innerhalb dieses Genres profilierte er sich als Militärmaler, indem er sich auf Manöver- und Schlachtenbilder spezialisierte.

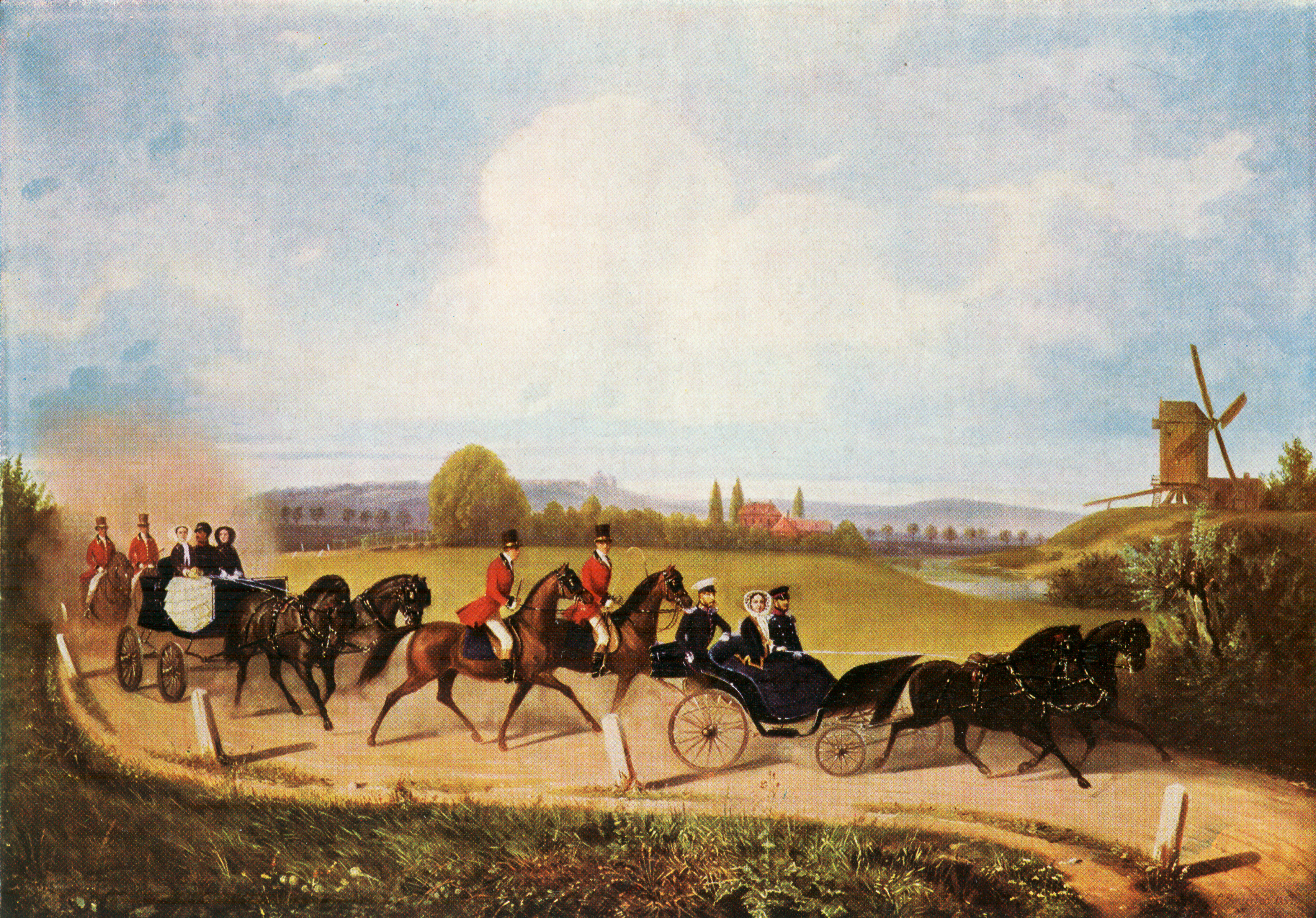
1853: „Rückkehr vom Kronsberg“ – das Königlich Hannoversche Regentenpaar bei Limmer und Herrenhausen;
Ölgemälde aus dem Fürstenhaus Herrenhausen-Museum

Von 1837 bis 1853 nahm Frederich an Ausstellungen in Berlin, Bremen, Hannover und Leipzig teil. Ab 1848 wurde er Hofmaler am Hofe von König Ernst August I. von Hannover. Seine Gemälde gingen demgemäß nicht nur an das Haus Hannover, sondern auch in englischen und niedersächsischen Privatbesitz. Das Historische Museum und das heutige Niedersächsische Landesmuseum in Hannover stellen seine Bilder aus. Die Inventarversteigerung des Welfenhauses durch das Auktionshaus Sotheby’s auf der Marienburg im Jahr 2005 brachte Werke von ihm in den internationalen Kunstmarkt.
Darüber hinaus wurde er ab 1853 als Mitbegründer und Anteilseigner auch Herausgeber einer Zeitung, des Hannoverschen Couriers, für den er auch Beiträge verfasste. Der Courier wurde in den 1870er Jahren mit der seit 1848 bestehenden Zeitung für Norddeutschland und den 1863 gegründeten Hannoverschen Anzeigen zum Hannoverschen Courier – Zeitung für Norddeutschland zusammengefasst und wurde als nationalliberale Tageszeitung zum wichtigsten Sprachrohr für Rudolf von Bennigsen. Literarisch benutzte er das Pseudonym Faustinus Lux. Bereits 1848 erschien in Versform sein historischer Roman Emanuel Schall.
1855 wurde Frederich, ebenso wie dem in Rom arbeitenden Hofmaler Johannes Riepenhausen, das Ritterkreuz des königlich hannoverschen Guelphen-Ordens verliehen.

## Bekannte Werke (Auswahl)
Bilder

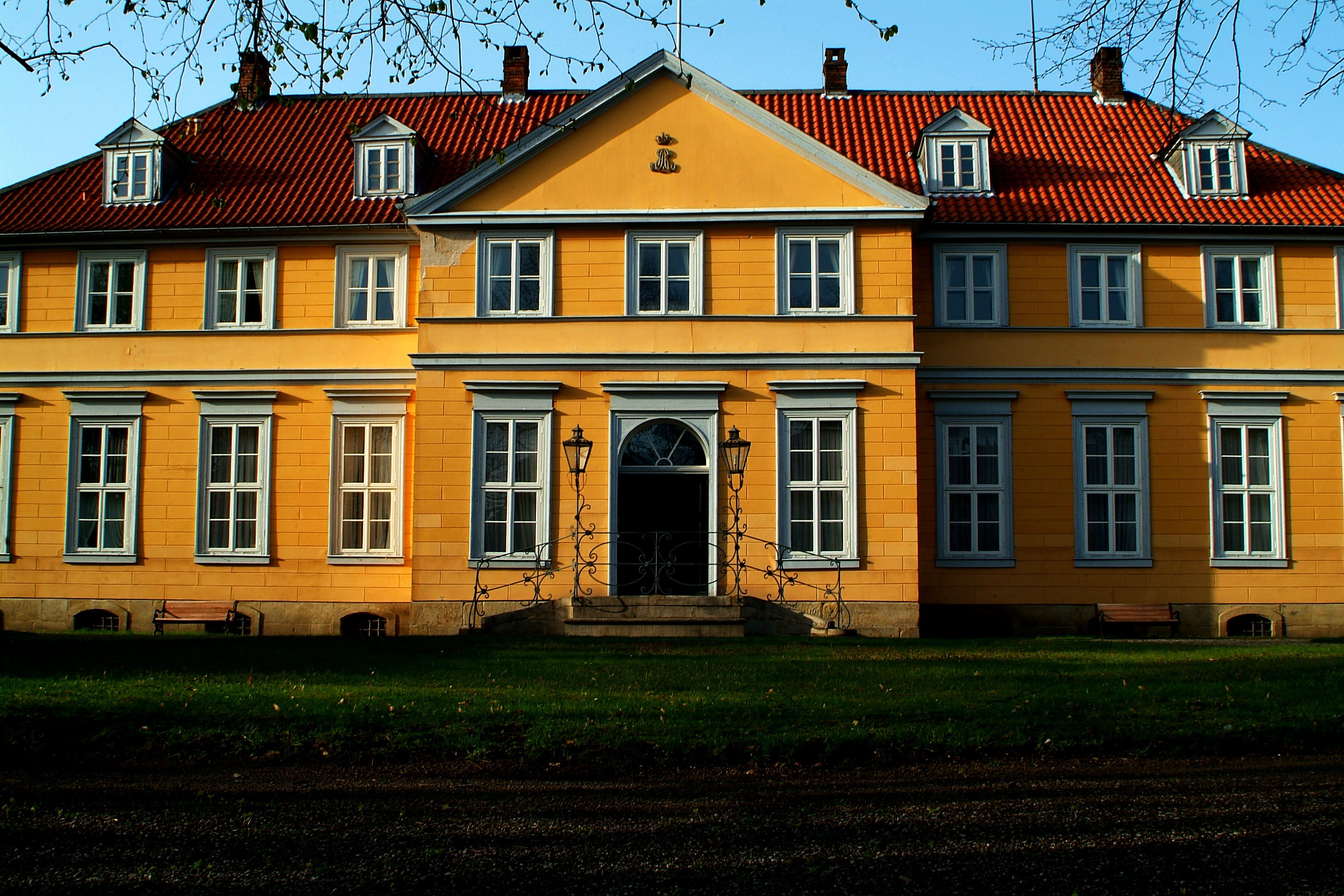
Das Fürstenhaus Herrenhausen-Museum in Hannover-Herrenhausen

- Im Besitz des Fürstenhaus Herrenhausen-Museums befinden sich zwei Ölgemälde Frederichs:[6]
  - 1853: Rückkehr vom Kronsberg; das Panorama-Ölbild zeigt die königliche Familie von Hannover in zwei Kutschen nach der Überfahrt über die Leine sowie die ehemalige Mühle von Hannover-Limmer.[6]
  - 1855: Königin Marie vor dem Schloss Herrenhausen kurz vor dem morgendlichen Ausritt. Sie wird begleitet von einer Hofdame, zwei Adjutanten, dem Stallmeister und einem Stallburschen. Vor dem Schlossportal im Ehrenhof steht höflich der blinde König Georg V., um wenigstens dem Aufbruch beizuwohnen.[6]

Schriften
- Eduard Frederich: Emanuel Schall : ein historischer Roman. Leipzig (u. a.): Verlag: Hartknoch [u. a.], 1849, online über die Bayerische Staatsbibliothek.